# Porthleven
Porthleven är en stad och civil parish i Cornwall i England. Orten har 3 059 invånare (2011).